# مارک سی‌گریوز
مارک سی‌گریوز (انگلیسی: Mark Seagraves؛ زادهٔ ۲۲ اکتبر ۱۹۶۶) بازیکن فوتبال سابق اهل انگلستان است که در پست دفاع بازی می‌کرد.
از باشگاه‌هایی که در آن بازی کرده‌است می‌توان به باشگاه فوتبال منچستر سیتی، باشگاه فوتبال سوئیندون تاون، باشگاه فوتبال بولتون واندررز، باشگاه فوتبال لیورپول، باشگاه فوتبال بارو، و باشگاه فوتبال نوریچ سیتی اشاره کرد.